# Гукасян, Ворошил Левонович
Ворошил Левонович Гукасян (азерб. Voroşil Levonoviç Qukasyan; 9 января 1932, Нидж, Габалинский район — 11 октября 1986, Баку) — советский азербайджанский лингвист, историк, кавказовед, специалист по удинскому языку.

## Биография
Родился в поселке Нидж, Азербайджан, по национальности удин. Окончил Азербайджанский государственный университет. Работал в Академии наук Азербайджанской ССР.
В 1965 году защитил кандидатскую диссертацию, посвящённую фонетическим и морфологическим особенностям ниджского диалекта удинского языка. В 1973 году защитил в Институте языкознания Академии наук Азербайджанской ССР докторскую диссерацию на тему «Взаимоотношения азербайджанского и удинского языков».
В 1974 году выпустил «Удинско-азербайджанско-русский словарь», содержащий лексику обоих диалектов современного удинского языка (ниджского и варташенского) и остающийся одним из двух словарей удинского языка наряду со словарём Роберта Мобили, также основанном на словаре Гукасяна. Автор многих статей, посвященных удинскому языку. Многие из своих работ подписывал «Г. Ворошил».

## Труды
- Взаимоотношения азербайджанского и удинского языков: Автореферат диссертации доктора филологических наук
- Фразеологические калькирования в удинском языке // Вопросы фразеологии и составления фразеологических словарей. — Баку, 1968. — С. 167—170.
- В. Л. Гукасян. К трехъязычию удин // Проблемы двуязычия и многоязычия
- Тюркизмы в «Истории Албан» Моисея Утийского // Структура и история тюркских языков. М., 1971.